# Elephantomyia (Elephantomyia) luteiannulata
Elephantomyia (Elephantomyia) luteiannulata is een tweevleugelige uit de familie steltmuggen (Limoniidae). De soort komt voor in het Neotropisch gebied.